# Талпын (Северо-Казахстанская область)
Талпын (каз. Талпын) — упразднённое село в Жамбылском районе Северо-Казахстанской области Казахстана. Упразднено в 2018 г. Входило в состав Благовещенского сельского округа. Код КАТО — 594637400.

## География
Расположено около озера Суатколь.

## Население
В 1999 году население села составляло 257 человек (135 мужчин и 122 женщины). По данным переписи 2009 года, в селе проживало 80 человек (40 мужчин и 40 женщин).